# 治外法権
治外法権（ちがいほうけん、英: extraterritoriality）とは、外交官や領事裁判権が認められた国家の国民について、本国の法制が及び、在留国の法制が（立法管轄権を含めて）一切及ばないことをいう。在留国の法制が及ぶことを前提に、一定の免除が与えられることを指していうこともある。

## 概要
かつて治外法権は、外交上の慣例として、派遣国の認証があり、接受国による信任状の受理（接受）があった場合において、派遣された外交官に対して相互に認められる特権として確立されてきた。もっとも、現在では、外交官であっても接受国の法制が及び、刑事裁判権などの一定の管轄権を免除されるに過ぎないとされている。このような免除を受ける特権は、ウイーン条約においては、外国の公使館および外交特権を所持している外交官に認められる。また正式訪問中の国家元首や首相、外務大臣、国内に停泊中の公用船（軍艦含む）、公用機（軍用機含む）の内部に適用されると解される（民間船舶・航空機については旗国主義を参照）。
何らかの戦争や強制外交、優越的な条約の締約の結果として、戦勝国などに治外法権の租借地を期限付きで認めた場合などには、片務的な特権としての治外法権の問題が生じる。この際に問題となるのは不平等条約にもとづく領事裁判権である。多くの場合は接受国の認証なく、単に戦勝国の国民・あるいは兵士であるという地位において治外法権を享受することが可能となるため、外交交渉においてこれらを撤廃することは重要な外交課題となる。

## 歴史
帝国主義時代における治外法権の問題は、租界や租借地を勝手に開発・造成し道路や電力などのインフラ投資を行い、それを根拠に住人に課税を行う、交通整理などと称して警察権を確立してしまう、通信や交通･水利の維持を名目に租界以外に勝手に投資をおこない権益化してしまう、本国から軍隊を呼び寄せ駐屯させてしまうなど、あるいは本国人の犯罪行為（あへん貿易や苦力貿易など）の黙認、本国人やその財産への犯罪行為を理由とした内政干渉などが挙げられる。
治外法権の慣例はオスマン帝国で用いられ、メフメト2世がコンスタンティノープルに商館を置いたジェノヴァやヴェネツィアに対して与えたものが知られる。またスレイマン1世は対神聖ローマ帝国の観点からフランスに近づきカピチュレーションを与えた。西欧のアジア政策に治外法権が登場するのはこのカピチュレーションを足がかりとした事に由来する。これには身体の保証以外にも交易のさいにしばしば発生した海難事故や訴訟に関する処理、人頭税や関税あるいはオスマン皇帝によりしばしば出された臨時税などへの免税特権が含まれた。地中海交易全盛期にはオスマン帝国にとって一種の特約店契約の性格にすぎなかったが、近代帝国主義の時代には中東植民化政策の足がかりとなった。
日本では、安政5年6月19日（グレゴリオ暦1858年7月29日）にアメリカ合衆国の間で結ばれた日米修好通商条約をかわきりとし7月にイギリス・オランダ・ロシアと、9月にフランスと相次ぎ締結した条約（安政五ヶ国条約）に治外法権の問題が含まれていた。条約は正しくは領事裁判権についての取決めであり、日本の場合いかなる条約においても日本に在住する外国人に治外法権を認めたことはなく、認めたのは日本人に対する外国人の犯罪に対する裁判をそれぞれの国の在住領事に委ねるということだけであった。しかしこれが治外法権であるかのように誤解され、外国人がすべて課税を免除され、日本の一切の行政権に服従しないようになったのは外国人の横暴とこれを黙認して既成事実化した日本人役人の怯懦のためであった。
この不平等条約は、1894年（明治27年）7月16日に結ばれた日英通商航海条約により初めて撤廃され、ついで日本が日清戦争において清に勝利した後で、1899年（明治32年）7月17日に日米通商航海条約（1940年（昭和15年）1月26日失効）が発効されたことにより失効した。

## 在日米軍
在日米軍については、政府解釈によれば、所謂治外法権のステータス（地位）になく、「むしろ治外法権的な地位がないからこそ」法（日米地位協定）により、そのステータス(=地位)を付与したものとされる。
日米地位協定では第十六条で日本国の法令を「尊重」するとしているものの、日本政府は米軍に「一般に」日本の法令は適用されないとしている。第三条では、合衆国はいわゆる基地で「それらの設定、運営、警護及び管理のため必要なすべての措置を執ることができる」としており、かつ、これらに日米合同委員会でのものを含むあらゆる合意は必要とされていない。日本の施政権下の区域に関しても、特例法により米軍に航空法の通常の規制が及ばないことが明文化されており、このように特措法の体系で米軍への通常の法令の適用除外が明文化されている場合がある。
日米地位協定の第九条第二項により、米軍関係者は出入国に関して日本の法令が適用されず日本国の出入国管理をうけない。一方で第三項により米軍の発給する身分証明書と移動命令書を携帯しなければならず、要請がある時は日本の当局に身分証明書を提示しなければならないとされている。日米両国間の合意により、日本国政府は両政府間で合意される手続きに従って、出入国者の数および種別について定期的に報告を受けるものとされている。

在日米軍基地および公務中の構成員・軍属は、協定により日本の裁判権の管轄外とされている（刑事特別法）。在日米軍の構成員及び軍属が基地内部で起こした犯罪、および「公務中に基地の外で起こした犯罪」に対しては日本の法律が適用されず、アメリカ合衆国の連邦法が適用される。客観的にはそうでなくても、アメリカ軍が「公務中である」と主張した場合、日本は受け容れざるを得ない。
あるいは犯罪を起こしても、日本国警察が駆けつける前に米軍施設敷地内に逃げ込めば、施設内では憲兵隊及び軍犯罪捜査局が第一管轄権を持ち、不当に軽い処分、いわゆる“アドミラルズ・マスト”で済まされる可能性があり、条約上では日本国政府からの請求権は明示されていない（合意文書など個別取決めによる）。このため、沖縄県や神奈川県横須賀市、長崎県佐世保市などでは、在日米軍兵士の起こした犯罪に対する『裁判権の管轄問題』が、しばしば問題となる。
- 基地の外において米兵が犯罪行為を起こした場合、米軍の憲兵と日本の警察・検察庁の捜査権限は競合しており、先に身柄を確保した側に優先的な捜査権限がある。しかし過去の運用では、事実上日本は裁判権を放棄しており、1953年からの5年間では約13,000件の在日米軍関連事件の97%について、微罪逮捕が多数含まれるとはいえ裁判権を放棄し、実際に刑事裁判が行われたのは約400件となっていた。2001年からの7年間では83%について裁判権を放棄している[注 5]。また法務省は、全国の地方検察庁に「実質的に重要と認められる事件のみ裁判権を行使する」よう通達を出していたとされる（同省刑事局編『合衆国軍隊構成員等に対する刑事裁判権関係実務資料』）[注 6]。同『資料』によれば、密約「行政協定第一七条を改正する一九五三年九月二十九日の議定書第三項・第五項に関連した、合同委員会裁判権分科委員会刑事部会日本側部会長の声明」に基づき、米軍犯罪の大部分について一次裁判権を放棄せよと、1953年（昭和28年）に法務省が通達していたことになっている[13]。

この結果、アメリカ兵による殺人や強姦などの凶悪犯罪までが、日本の検察や司法の手を逃れる事例が生じ（2002年2月には在日オーストラリア人女性が強姦被害に遭った。容疑者は事件が発覚する前に名誉除隊で帰国し、処罰もされず現在も逃走中）、これがしばしば米軍基地反対運動などの原因となってきた。1995年10月の日米合同委員会合意により、殺人又は強姦という凶悪な犯罪であるケースでは、身柄を日本の警察・検察側に引き渡し、日本の司法により裁判をおこなうことになった。
- 公務中の事故の捜査については、米軍に優先的な裁判権・捜査権限があるため、米軍機の墜落事故や公務車両の事故などについて、警察や海上保安庁や検察庁が事故現場の保全・管理や立ち入り制限、証拠の押収、損害補償裁判（民事）など、日本の司直の手を離れることなどが、基地周辺住民の感情を逆なでする要因となっている（横浜米軍機墜落事件、沖国大米軍ヘリ墜落事件、沖縄自動車道における演習中の交通事故、キャンプ・ハンセン空軍ヘリ墜落事故）。また、AFNは日本国内にある無線局でありながら、運用にあたって適用されるのは、電波法ではなく、国際電気通信連合憲章やアメリカの連邦通信規則であり、規制も総務省総合通信基盤局ではなく、国際電気通信連合や連邦通信委員会からのみ受ける。

また、日本国民が在日米軍施設内で事件を起こした（と看做された）場合は、日本国刑法ではなくアメリカの統一軍事裁判法で処断され、軍法会議に掛けられかねないことになる。

## 自衛隊地位協定
日本が自衛隊を海外派遣する際に、自衛隊の任務を独立に遂行する目的で、必要な特権および免除について現地政府と合意する方法が採用されている。過去には1994年ザイール国への陸自駐屯時の交換公文、2003年 - 2009年の「イラク復興支援活動」におけるクウェート国基地使用の交換書簡、ソマリア沖海賊対処のためのジブチ国との交換公文の締結がある。例えば2003年12月22日にクウエート国との間で締結された「交換公文」については、刑事裁判権は日本側にあり、公務執行中に生じた事案を除き、民事および行政の裁判権はクウェート国側にあるものであった。またこれ以外に国連PKOとして国連が受入国と「PKO地位協定」（国連地位協定）を締結する場合があり、これは国連憲章105条「自己の任務を独立に遂行するために必要な特権及び免除を享有する」にもとづき、国連と受入国の間で具体的に規定されるものである。PKO派遣については1992年のカンボジアへの国連PKO派遣以降、14の国連PKO参加実績がある。

国連PKOについて。国連軍地位協定モデル案によれば「国連平和維持活動の軍事部門の軍事構成員は、【受入国・地域】で犯すことのあるすべての犯罪について、各参加国の専属管轄に属する」（47項b）すなわち公務内外を問わず犯罪行為の管轄権は派遣国が専属的に行使すると規定する。カンボジア派遣の自衛隊員による交通事故3件について日本がそれぞれ関係者を処分しているのはこれによる。交換公文方式について。ルワンダ難民救援を目的とした自衛隊の派遣のさいは日本とザイール共和国との間で公文を交わしており、これによれば「同隊員は、刑事裁判権に関しては、公務中の行為であるか否かを問わずすべての行為についてザイール共和国の裁判権からの免除を享有し、また、民事裁判権及び行政裁判権に関しては、公務中の行為についてザイール共和国の裁判権からの免除を享有する」とされた。

### 在ジブチ自衛隊基地
上記の日米間ではアメリカ合衆国側の有利の条約になっているが、日本とジブチにおいては日本側が有利になる条約を結んでいる（日本ジブチ地位協定）。ジブチ共和国における自衛隊の海外基地での活動の法令は全て日本の刑法によって裁かれる他、公務中、公務外問わず、自衛隊の事件、事故の裁判において日本側に裁判権がある。
自衛隊の資産の差し押さえや情報開示もジブチ共和国政府の介入は日本国政府との条約で禁止されている。ジブチ自衛隊基地内も日本の刑法が適用され、ジブチ共和国政府はジブチ自衛隊基地内に立ち入る際には日本国政府（内閣総理大臣、官房長官等）の許可が必要である。
日本国内では横田空域が度々在日米軍と共に問題視されているが、ジブチ共和国の上空の一部の進入管制権は航空自衛隊及び日本国政府の管轄下となっている。
また、ジブチ国民が自衛隊の基地内で事件を起こした場合は、ジブチの刑法ではなく、日本の刑法で裁かれ、日本国政府と自衛隊の二者で会議が行われる。その間にもジブチ共和国政府による介入は認められない。

## その他の例
- マルタ宮殿 - イタリアのローマにあるこの建物だが、イタリア政府はマルタ騎士団に対する治外法権を認めている。マルタ騎士団は国ではなく領土を持たない信徒修道会であるため、マルタ騎士団が合法的に支配できる唯一の土地と言える。
- 国際連合本部ビル - アメリカのニューヨーク市マンハッタンにあるビル。アメリカはこの建物の国際連合の所有を認めており、法律で不可侵と定められている。18歳以上の観覧希望者はパスポートの提示を求められる。
- 国際度量衡局 - フランスのセーヴルにある建物。フランスは国際度量衡委員会の所有を認めている。国際連合本部ビルと国際機関が所有する特徴としては同じだが、この建物は法律で不可侵と定められていないため、問題として挙げられている。
- グァンタナモ米軍基地
- バイコヌール